# Смітюх Олександр Васильович
Олександр Васильович Смітюх (нар. 28 серпня 2002, Київ, Україна) — український футболіст, центральний нападник київського «Локомотива».

## Життєпис
Народився в Києві. У регіональних юнацьких змаганнях та ДЮФЛУ з 2010 по 2021 рік виступав за столичні «Зірку», ДЮСШ-26 та «Скайларк». У 2010 році у футболці «Зірки» провів 2 матчі в першості Києва. На початку вересня 2021 року перейшов до «Вереса», але в складі рівненського клубу виступав виключно в юнацькому (U-19) чемпіонаті України. 15 вересня 2022 року став гравцем «Дружби», але в футболці мирівського клубу також не зіграв жодного офіційного матчу.
28 лютого 2023 року підсилив «Чайку». У футболці борщагівського клубу дебютував 15 квітня 2023 року в переможному (1:0) домашньому поєдинку 12-го туру Другої ліги України проти запорізького «Металурга-2». Олександр вийшов на поле на 74-й хвилині замість Олексія Литовченка. Загалом у футболці «Чайки» виходив на поле в 12-ти поєдинках Другої ліги та 1-му матчі кубку України.
Наприкінці лютого 2024 року став гравцем «Металіста 1925». Вперше до заявки основної команди харків'ян потрапив 7 квітня 2024 року на нічийний (1:1) виїзний поєдинок 23-го туру Прем'єр-ліги України проти ковалівського «Колоса», але просидів усі 90 хвилин на лаві запасних. До завершення сезону 2023/24 років 6 разів потрапляв до заявки «Металіста 1925» на матчі вищого дивізіону чемпіонату України, але в жодному з них на поле не виходив. У футболці харківського клубу дебютував 3 серпня 2024 року в переможному (4:1) виїзному поєдинку першого попереднього раунду кубку України проти київського «Локомотива». Олександр вийшов на поле на 80-й хвилині замість Сергія Стеня. У Першій лізі України дебютував 8 серпня 2024 року в програному (0:1) виїзному поєдинку 1-го туру групи Б проти «Фенікса-Маріуполя». Смітюх вийшов на поле на 46-й хвилині замість Сергія Стеня. У сезоні 2024/25 років провів 3 матчі за першу команду (2 - у Першій лізі та 1 - у національному кубку) та 3 матчі за резервну команду. Наприкінці липня 2025 року вільним агентом залишив «Металіст 1925».